# Jon Olsen
Jon C. Olsen (ur. 25 kwietnia 1969 w New Britain) – amerykański pływak. Wielokrotny medalista olimpijski.
Specjalizował się w stylu dowolnym. W igrzyskach brał udział dwukrotnie, startował w Barcelonie i Atlancie, łącznie zdobył pięć medali. Wszystkie jednak w wyścigach sztafetowych, indywidualnie nie może się poszczycić wielkimi osiągnięciami.

## Starty olimpijskie
Barcelona 1992
- 4 × 100 m kraulem, 4 × 100 m zmiennym – złoto
- 4 × 200 m kraulem – brąz

Atlanta 1996
- 4 × 100 m kraulem, 4 × 200 m kraulem – złoto